# Dicranomyia incommodes
Dicranomyia incommodes är en tvåvingeart som först beskrevs av Alexander 1928.  Dicranomyia incommodes ingår i släktet Dicranomyia och familjen småharkrankar.
Artens utbredningsområde är Peru. Inga underarter finns listade i Catalogue of Life.